# Elecciones legislativas de Argentina de 1989
Las elecciones legislativas de Argentina de 1989, terceras desde la restauración democrática, se celebraron de forma anticipada el domingo 14 de mayo, junto a las elecciones presidenciales. Fueron adelantadas varios meses por el gobierno de Raúl Alfonsín, de la Unión Cívica Radical (UCR), debido al proceso hiperinflacionario que azotaba al país, y que provocó varios disturbios antes y después de los comicios.
La oposición, liderada por el Partido Justicialista (PJ), formó un amplio frente de partidos de centro y centroizquierda, el Frente Justicialista de Unidad Popular (FREJUPO), que presentó la candidatura presidencial de Carlos Menem y una lista única en las elecciones legislativas. La UCR, por su parte, formó una alianza parcial con la Confederación Federalista Independiente (CFI), confederación partidaria que reunía a varias fuerzas de espectro liberal, y que respaldó la candidatura del radical Eduardo Angeloz. Por último, la tercera alianza más notable era la Alianza de Centro, liderada por la liberal-conservadora Unión del Centro Democrático (UCeDé), de Álvaro Alsogaray.
En medio de la hiperinflación y los disturbios, a la vez que Menem era elegido presidente por amplio margen, el FREJUPO tomó el control del Congreso de la Nación Argentina, obteniendo mayoría absoluta en el Senado con 26 de las 46 bancas, y la mitad de los escaños en la Cámara de Diputados con 126 de 254 bancas, a un solo diputado del quorum legislativo. Sin embargo, su alianza con otros partidos distritales le facilitaría esa mayoría. En segundo lugar, más de diez puntos atrás, quedó la alianza UCR / CFI, que quedó con solo 98 bancas (93 para la UCR y 5 para la CFI). Finalmente, en tercer lugar, muy atrás, la Alianza de Centro obtuvo 10 diputados, quedándole un total de 18 bancas, siendo la primera vez desde la democratización del país que una tercera fuerza lograba obtener más de un millón de sufragios.
Inicialmente, el gobierno radical anunció que Menem y los 127 diputados electos asumirían sus cargos el 10 de diciembre, al término del período constitucional. Sin embargo, la situación del país, que forzó a la declaración del estado de sitio por parte de Alfonsín a finales de junio, llevó a que el presidente "resignara" a la presidencia el 8 de julio y Menem asumiera el cargo cinco meses antes de lo previsto. Los diputados electos, sin embargo, esperaron hasta el 10 de diciembre para asumir, provocando un desfase entre la asunción del presidente y el Congreso electos que no se corregiría hasta 1999.

## Reglas electorales
Las reglas electorales fundamentales que rigieron la elección legislativa fueron establecidas en el texto constitucional entonces vigente (Reforma constitucional 1957) y la Ley N.º 22.838 del 23 de junio de 1983, sancionada por el dictador Reynaldo Bignone "en uso de las atribuciones conferidas el Estatuto para el Proceso de Reorganización Nacional".
Las principales reglas electorales para la elección legislativa fueron:
- Representación proporcional mediante sistema d'Hondt por listas cerradas en distritos plurinominales.
- No participan en la asignación de cargos las listas que no logren un mínimo del 3% del padrón electoral del distrito
- Un mínimo de cinco diputados por distrito.

## Cargos a elegir
| Provincia           | Cámara de Diputados | Cámara de Diputados | Senado    | Senado    |
| Provincia           | Diputados           | A renovar           | Senadores | A renovar |
| ------------------- | ------------------- | ------------------- | --------- | --------- |
| Buenos Aires        | 70                  | 35                  | 2         | —         |
| Capital Federal     | 25                  | 13                  | 2         | 1         |
| Catamarca           | 5                   | 3                   | 2         | —         |
| Chaco               | 7                   | 4                   | 2         | —         |
| Chubut              | 5                   | 2                   | 2         | —         |
| Córdoba             | 18                  | 9                   | 2         | —         |
| Corrientes          | 7                   | 3                   | 2         | —         |
| Entre Ríos          | 9                   | 5                   | 2         | —         |
| Formosa             | 5                   | 2                   | 2         | —         |
| Jujuy               | 6                   | 3                   | 2         | —         |
| La Pampa            | 5                   | 3                   | 2         | —         |
| La Rioja            | 5                   | 2                   | 2         | —         |
| Mendoza             | 10                  | 5                   | 2         | —         |
| Misiones            | 7                   | 3                   | 2         | —         |
| Neuquén             | 5                   | 3                   | 2         | —         |
| Río Negro           | 5                   | 2                   | 2         | —         |
| Salta               | 7                   | 3                   | 2         | —         |
| San Juan            | 6                   | 3                   | 2         | —         |
| San Luis            | 5                   | 3                   | 2         | —         |
| Santa Cruz          | 5                   | 3                   | 2         | —         |
| Santa Fe            | 19                  | 9                   | 2         | —         |
| Santiago del Estero | 7                   | 3                   | 2         | —         |
| Tierra del Fuego    | 2                   | 2                   | —         | —         |
| Tucumán             | 9                   | 4                   | 2         | —         |
| Total               | 254                 | 127                 | 46        | 1         |

## Resultados
|  | 22,13 % |

|  | 21,87 % |

|  | 0,68 % |

|  | 0,10 % |

|  | 0,02 % |

|  | 0,01 % |

|  | 0,01 % |

|  | 44,82 % |

|  | 23,91 % |

|  | 4,02 % |

|  | 1,25 % |

|  | 0,03 % |

|  | 0,02 % |

|  | 29,23 % |

|  | 9,44 % |

|  | 0,88 % |

|  | 0,47 % |

|  | 0,00 % |

|  | 10,79 % |

|  | 3,49 % |

|  | 3,34 % |

|  | 0,05 % |

|  | 3,39 % |

|  | 2,56 % |

|  | 0,11 % |

|  | 0,03 % |

|  | 0,01 % |

|  | 2,71 % |

|  | 1,81 % |

|  | 1,29 % |

|  | 0,52 % |

|  | 0,32 % |

|  | 0,30 % |

|  | 0,29 % |

|  | 0,27 % |

|  | 0,24 % |

|  | 0,13 % |

|  | 0,05 % |

|  | 0,05 % |

|  | 0,04 % |

|  | 0,04 % |

|  | 0,03 % |

|  | 0,03 % |

|  | 0,02 % |

|  | 0,02 % |

|  | 0,01 % |

|  | 0,01 % |

|  | 0,06 % |

|  | 0,02 % |

|  | 0,01 % |

|  | 0,01 % |

|  | 0,01 % |

|  | 0,01 % |

|  | 0,01 % |

|  | 0,01 % |

|  | 0,01 % |

|  | 0,00 % |

|  | 0,00 % |

|  | 0,00 % |

|  | 0,00 % |

|  | 97,36 % |

|  | 1,80 % |

|  | 0,58 % |

|  | 0,23 % |

|  | 85,31 % |

|  | 100 % |

## Resultados por provincia

### Cámara de Diputados
|  | 48,37 % |

|  | 26,32 % |

|  | 10,02 % |

|  | 4,86 % |

|  | 4,29 % |

|  | 3,03 % |

|  | 2,41 % |

|  | 0,32 % |

|  | 0,23 % |

|  | 0,08 % |

|  | 0,06 % |

|  | 97,78 % |

|  | 1,70 % |

|  | 0,51 % |

|  | 0,01 % |

|  | 87,07 % |

|  | 100 % |

|  | 31,51 % |

|  | 28,49 % |

|  | 22,09 % |

|  | 7,19 % |

|  | 5,42 % |

|  | 4,35 % |

|  | 0,34 % |

|  | 0,30 % |

|  | 0,25 % |

|  | 0,06 % |

|  | 98,14 % |

|  | 1,38 % |

|  | 0,48 % |

|  | 85,73 % |

|  | 100 % |

|  | 53,52 % |

|  | 34,45 % |

|  | 3,79 % |

|  | 2,60 % |

|  | 1,73 % |

|  | 1,19 % |

|  | 1,00 % |

|  | 0,71 % |

|  | 0,44 % |

|  | 0,36 % |

|  | 0,19 % |

|  | 97,14 % |

|  | 1,34 % |

|  | 0,23 % |

|  | 1,29 % |

|  | 84,80 % |

|  | 100 % |

|  | 49,17 % |

|  | 34,56 % |

|  | 11,69 % |

|  | 1,73 % |

|  | 1,13 % |

|  | 0,72 % |

|  | 0,43 % |

|  | 0,33 % |

|  | 0,24 % |

|  | 96,75 % |

|  | 2,66 % |

|  | 0,59 % |

|  | 79,69 % |

|  | 100 % |

|  | 38,48 % |

|  | 28,07 % |

|  | 17,99 % |

|  | 6,82 % |

|  | 4,14 % |

|  | 2,09 % |

|  | 0,95 % |

|  | 0,73 % |

|  | 0,48 % |

|  | 0,26 % |

|  | 93,44 % |

|  | 2,85 % |

|  | 2,91 % |

|  | 0,80 % |

|  | 81,64 % |

|  | 100 % |

|  | 38,93 % |

|  | 4,74 % |

|  | 43,67 % |

|  | 43,37 % |

|  | 7,88 % |

|  | 2,33 % |

|  | 1,86 % |

|  | 0,49 % |

|  | 0,40 % |

|  | 98,00 % |

|  | 1,55 % |

|  | 0,45 % |

|  | 86,65 % |

|  | 100 % |

|  | 39,33 % |

|  | 32,58 % |

|  | 24,22 % |

|  | 1,56 % |

|  | 0,91 % |

|  | 0,67 % |

|  | 0,27 % |

|  | 0,17 % |

|  | 0,15 % |

|  | 0,13 % |

|  | 93,38 % |

|  | 3,62 % |

|  | 0,74 % |

|  | 2,26 % |

|  | 80,92 % |

|  | 100 % |

|  | 50,49 % |

|  | 37,15 % |

|  | 8,34 % |

|  | 1,94 % |

|  | 1,34 % |

|  | 0,45 % |

|  | 0,28 % |

|  | 98,20 % |

|  | 0,83 % |

|  | 0,46 % |

|  | 0,51 % |

|  | 86,62 % |

|  | 100 % |

|  | 58,46 % |

|  | 39,30 % |

|  | 0,97 % |

|  | 0,41 % |

|  | 0,29 % |

|  | 0,27 % |

|  | 0,15 % |

|  | 0,13 % |

|  | 0,00 % |

|  | 97,36 % |

|  | 2,25 % |

|  | 0,39 % |

|  | 81,35 % |

|  | 100 % |

|  | 41,75 % |

|  | 20,67 % |

|  | 15,70 % |

|  | 7,87 % |

|  | 4,27 % |

|  | 3,78 % |

|  | 1,77 % |

|  | 1,35 % |

|  | 1,26 % |

|  | 0,59 % |

|  | 0,44 % |

|  | 0,34 % |

|  | 95,69 % |

|  | 1,94 % |

|  | 0,75 % |

|  | 1,62 % |

|  | 80,12 % |

|  | 100 % |

|  | 51,11 % |

|  | 37,00 % |

|  | 5,21 % |

|  | 2,03 % |

|  | 1,95 % |

|  | 1,76 % |

|  | 0,56 % |

|  | 0,39 % |

|  | 98,03 % |

|  | 1,54 % |

|  | 0,43 % |

|  | 88,51 % |

|  | 100 % |

|  | 66,23 % |

|  | 28,59 % |

|  | 1,76 % |

|  | 0,98 % |

|  | 0,93 % |

|  | 0,91 % |

|  | 0,35 % |

|  | 0,24 % |

|  | 0,02 % |

|  | 96,16 % |

|  | 0,96 % |

|  | 0,56 % |

|  | 2,32 % |

|  | 83,68 % |

|  | 100 % |

|  | 41,16 % |

|  | 29,31 % |

|  | 20,36 % |

|  | 4,45 % |

|  | 1,81 % |

|  | 0,56 % |

|  | 0,54 % |

|  | 0,50 % |

|  | 0,46 % |

|  | 0,43 % |

|  | 0,41 % |

|  | 96,78 % |

|  | 2,45 % |

|  | 0,77 % |

|  | 86,63 % |

|  | 100 % |

|  | 51,90 % |

|  | 37,11 % |

|  | 6,46 % |

|  | 2,30 % |

|  | 0,59 % |

|  | 0,59 % |

|  | 0,47 % |

|  | 0,31 % |

|  | 0,26 % |

|  | 97,31 % |

|  | 1,80 % |

|  | 0,58 % |

|  | 0,31 % |

|  | 79,69 % |

|  | 100 % |

|  | 36,47 % |

|  | 32,92 % |

|  | 23,89 % |

|  | 3,23 % |

|  | 1,96 % |

|  | 0,74 % |

|  | 0,45 % |

|  | 0,34 % |

|  | 96,30 % |

|  | 1,53 % |

|  | 2,17 % |

|  | 87,06 % |

|  | 100 % |

|  | 42,95 % |

|  | 36,31 % |

|  | 11,27 % |

|  | 4,94 % |

|  | 2,51 % |

|  | 0,87 % |

|  | 0,65 % |

|  | 0,50 % |

|  | 95,23 % |

|  | 3,22 % |

|  | 1,55 % |

|  | 85,17 % |

|  | 100 % |

|  | 42,66 % |

|  | 25,25 % |

|  | 24,44 % |

|  | 2,23 % |

|  | 2,17 % |

|  | 1,24 % |

|  | 0,78 % |

|  | 0,43 % |

|  | 0,32 % |

|  | 0,28 % |

|  | 0,26 % |

|  | 97,41 % |

|  | 0,70 % |

|  | 1,03 % |

|  | 0,86 % |

|  | 80,26 % |

|  | 100 % |

|  | 32,99 % |

|  | 24,47 % |

|  | 18,21 % |

|  | 14,81 % |

|  | 7,09 % |

|  | 1,24 % |

|  | 0,47 % |

|  | 0,46 % |

|  | 0,26 % |

|  | 95,91 % |

|  | 1,59 % |

|  | 2,38 % |

|  | 0,11 % |

|  | 87,03 % |

|  | 100 % |

|  | 46,40 % |

|  | 38,30 % |

|  | 5,36 % |

|  | 3,79 % |

|  | 2,37 % |

|  | 1,94 % |

|  | 0,65 % |

|  | 0,62 % |

|  | 0,57 % |

|  | 94,90 % |

|  | 2,72 % |

|  | 0,51 % |

|  | 1,87 % |

|  | 83,83 % |

|  | 100 % |

|  | 52,93 % |

|  | 38,52 % |

|  | 4,97 % |

|  | 1,82 % |

|  | 0,96 % |

|  | 0,50 % |

|  | 0,27 % |

|  | 0,02 % |

|  | 0,02 % |

|  | 96,57 % |

|  | 2,99 % |

|  | 0,44 % |

|  | 0,00 % |

|  | 80,13 % |

|  | 100 % |

|  | 48,01 % |

|  | 28,41 % |

|  | 9,36 % |

|  | 8,64 % |

|  | 2,64 % |

|  | 0,94 % |

|  | 0,90 % |

|  | 0,32 % |

|  | 0,31 % |

|  | 0,25 % |

|  | 0,09 % |

|  | 0,06 % |

|  | 0,06 % |

|  | 0,00 % |

|  | 97,04 % |

|  | 2,60 % |

|  | 0,35 % |

|  | 86,79 % |

|  | 100 % |

|  | 37,65 % |

|  | 29,46 % |

|  | 27,84 % |

|  | 1,14 % |

|  | 1,08 % |

|  | 0,85 % |

|  | 0,80 % |

|  | 0,64 % |

|  | 0,38 % |

|  | 0,15 % |

|  | 95,85 % |

|  | 0,38 % |

|  | 0,22 % |

|  | 3,55 % |

|  | 72,86 % |

|  | 100 % |

|  | 37,18 % |

|  | 34,91 % |

|  | 15,23 % |

|  | 6,62 % |

|  | 2,10 % |

|  | 1,18 % |

|  | 1,16 % |

|  | 0,66 % |

|  | 0,20 % |

|  | 0,18 % |

|  | 0,18 % |

|  | 0,17 % |

|  | 0,15 % |

|  | 0,08 % |

|  | 98,07 % |

|  | 1,63 % |

|  | 0,31 % |

|  | 80,85 % |

|  | 100 % |

|  | 39,51 % |

|  | 30,36 % |

|  | 8,30 % |

|  | 7,27 % |

|  | 5,99 % |

|  | 4,86 % |

|  | 1,14 % |

|  | 1,00 % |

|  | 0,87 % |

|  | 0,54 % |

|  | 0,15 % |

|  | 93,10 % |

|  | 6,03 % |

|  | 0,86 % |

|  | 0,02 % |

|  | 70,26 % |

|  | 100 % |

1. ↑  Renunció el 10 de diciembre de 1991, lo reemplaza Octavio Frigerio el 18 de diciembre de 1991.
2. ↑  Renunció el 18 de diciembre de 1991, lo reemplaza Ricardo Héctor Vázquez el 18 de diciembre de 1991.
3. ↑  Falleció el 31 de enero de 1993, lo reemplaza Juan Carlos Varela Barrio el 10 de marzo de 1993.
4. ↑  Falleció el 13 de julio de 1993, lo reemplaza Juliana Isabel Marino el 18 de julio de 1993.
5. ↑  Renunció el 25 de agosto de 1993, lo reemplaza José Adolfo Giménez Rébora el 12 de octubre de 1993.
6. ↑  Renunció el 28 de agosto de 1991, la reemplaza José Juan Manny el 28 de agosto de 1991.
7. ↑  Nunca asumió, lo reemplaza Andrés J. Fescina el 19 de diciembre de 1989.
8. ↑  Expulsado el 18 de abril de 1991 luego del crimen de María Soledad Morales, lo reemplaza Miguel Enrique Ferradas el 24 de abril de 1991.
9. ↑  Falleció el 15 de agosto de 1992, lo reemplaza Hugo Víctor Nikisch el 26 de agosto de 1992.
10. ↑  Renunció el 10 de diciembre de 1991, lo reemplaza María Cristina García de Novelli el 18 de diciembre de 1991.
11. ↑  Renunció el 23 de abril de 1993, lo reemplaza Horacio Viqueira el 15 de mayo de 1993.
12. ↑  Renunció el 6 de junio de 1990, lo reemplaza Horacio Ramón Salusso el 4 de julio de 1990.
13. ↑  Renunció el 1 de marzo de 1990, lo reemplaza Emma Andrea Tacta de Romero el 1 de marzo de 1990.
14. ↑  Renunció el 11 de diciembre de 1991, lo reemplaza Fernando Pascual Gan el 18 de diciembre de 1991.
15. ↑  Renunció el 5 de diciembre de 1991, lo reemplaza Eduardo Fellner el 5 de diciembre de 1991.
16. ↑  Renunció el 4 de diciembre de 1992, lo reemplaza Miguel Ángel Cicare el 9 de diciembre de 1992.
17. ↑  Renunció el 20 de noviembre de 1992, lo reemplaza Juan Carlos Fajardo el 9 de diciembre de 1992.
18. ↑  Renunció el 18 de diciembre de 1991, lo reemplaza Julio César Acevedo el 18 de diciembre de 1991. Julio César Acevedo falleció el 20 de diciembre de 1992, lo reemplaza Lino Fornerón el 3 de marzo de 1993.
19. ↑  Renunció el 18 de diciembre de 1991, lo reemplaza Ernesto Salim Alabi el 18 de diciembre de 1991.
20. ↑  Renunció el 10 de diciembre de 1992, lo reemplaza Pablo Gargiulo el 16 de diciembre de 1992.
21. ↑  Renunció el 28 de septiembre de 1992, lo reemplaza Gilberto Antonio Zavala el 30 de septiembre de 1992.
22. ↑  Falleció el 23 de diciembre de 1990, lo reemplaza Juan Nicolás Cossos Pérez el 18 de enero de 1991.
23. ↑  Renunció el 25 de octubre de 1991, lo reemplaza José Ernesto Gómez el 30 de octubre de 1991.

### Senado
En la ciudad de Buenos Aires, dado que no contaba con legislatura provincial que eligiera su representación senatorial, se celebraron elecciones para elegir un Colegio Electoral de 54 miembros que elegirían a los senadores de la Capital Federal. Fernando de la Rúa de la UCR y la CFI, quien aspiraba a renovar su mandato, fue el candidato más votado, ganando 22 electores. Sin embargo, los electores del FREJUPO y la Alianza de Centro se aliaron para votar por Eduardo Vaca del FREJUPO, siendo elegido senador.
|  | 33,11 % |

|  | 6,78 % |

|  | 39,89 % |

|  | 32,60 % |

|  | 19,62 % |

|  | 4,48 % |

|  | 2,55 % |

|  | 0,32 % |

|  | 0,26 % |

|  | 0,24 % |

|  | 0,05 % |

|  | 98,22 % |

|  | 1,32 % |

|  | 0,46 % |

|  | 85,73 % |

|  | 100 % |

## Boletas

### Capital Federal

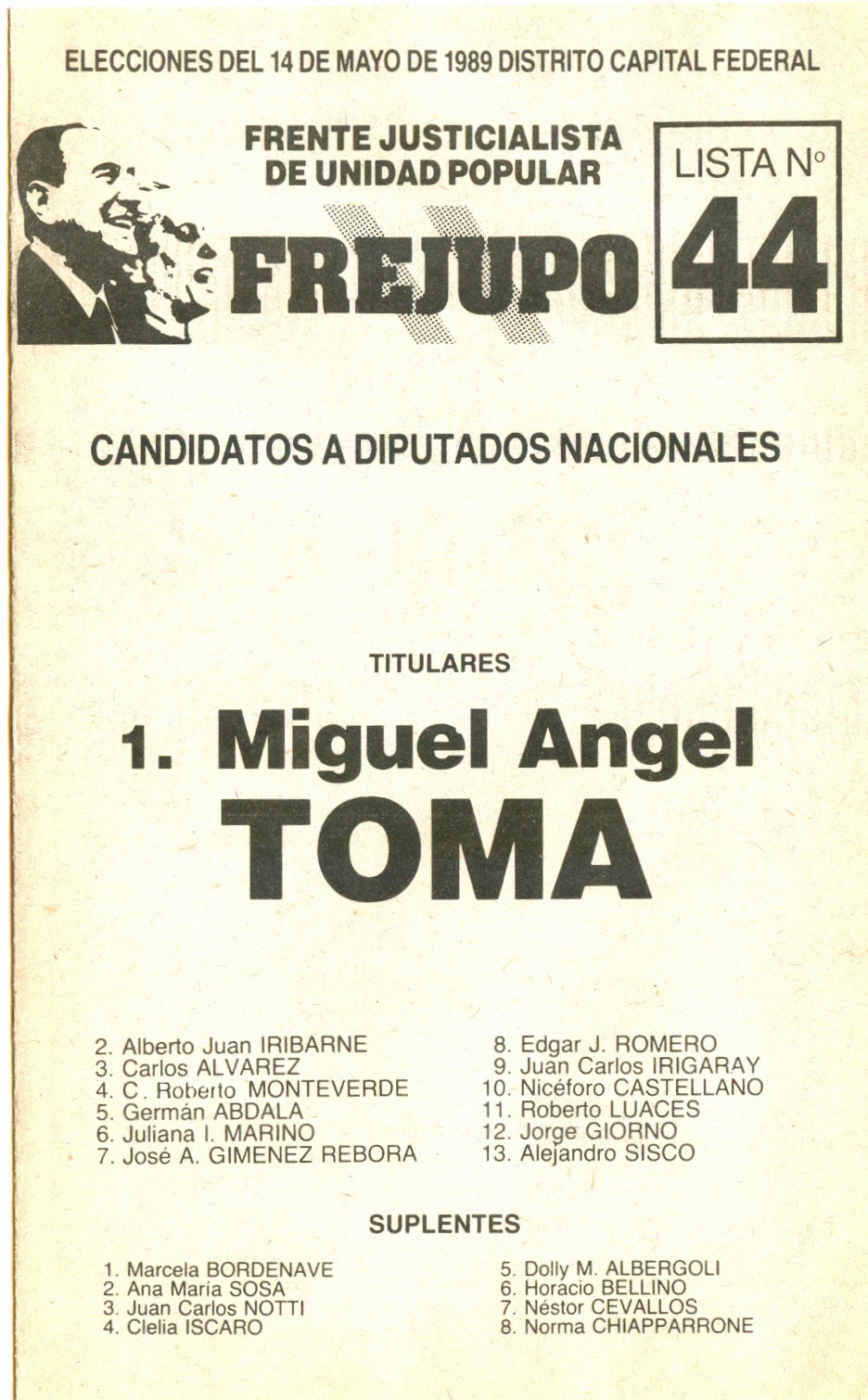
Frente Justicialista de Unidad Popular
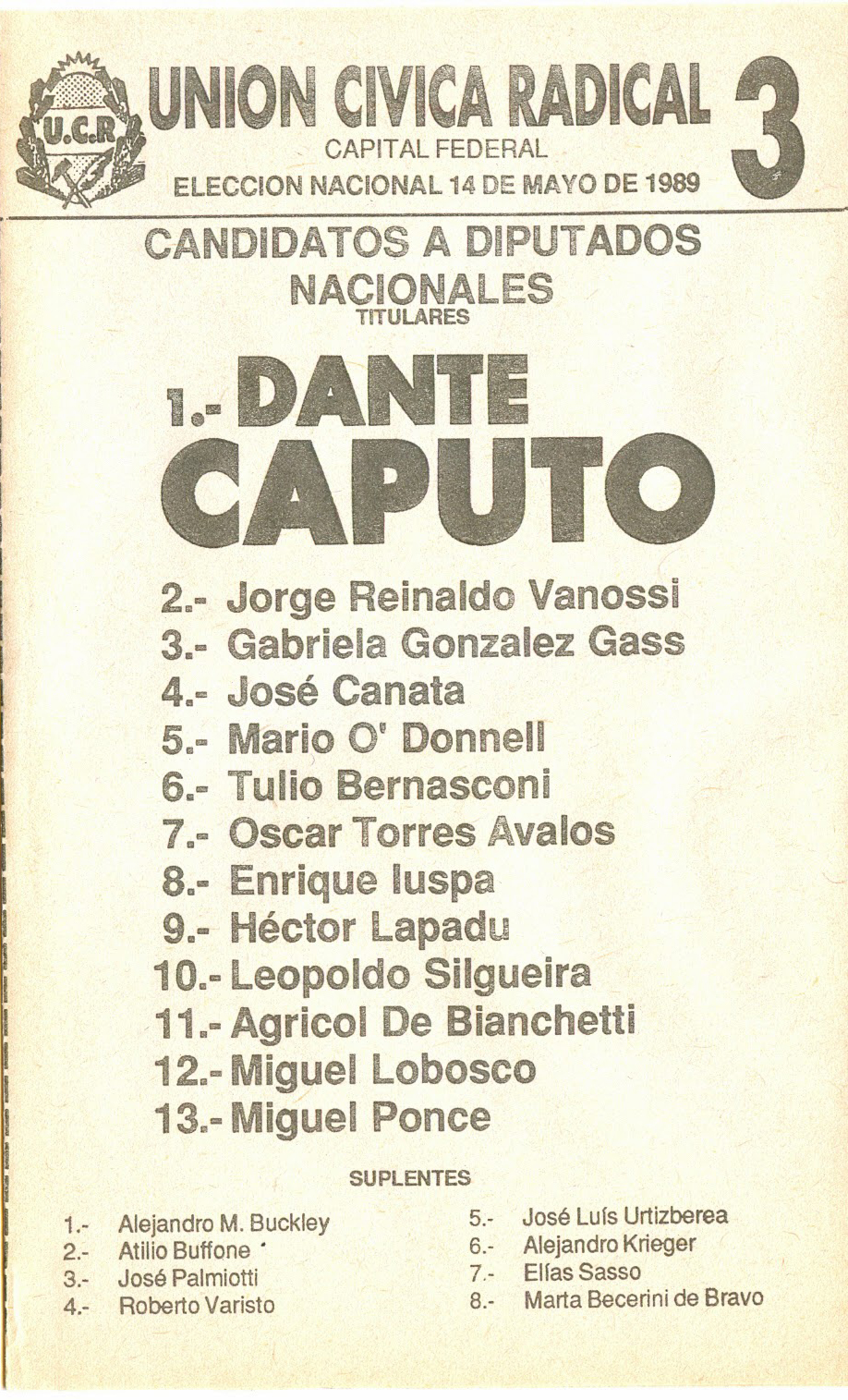
Unión Cívica Radical
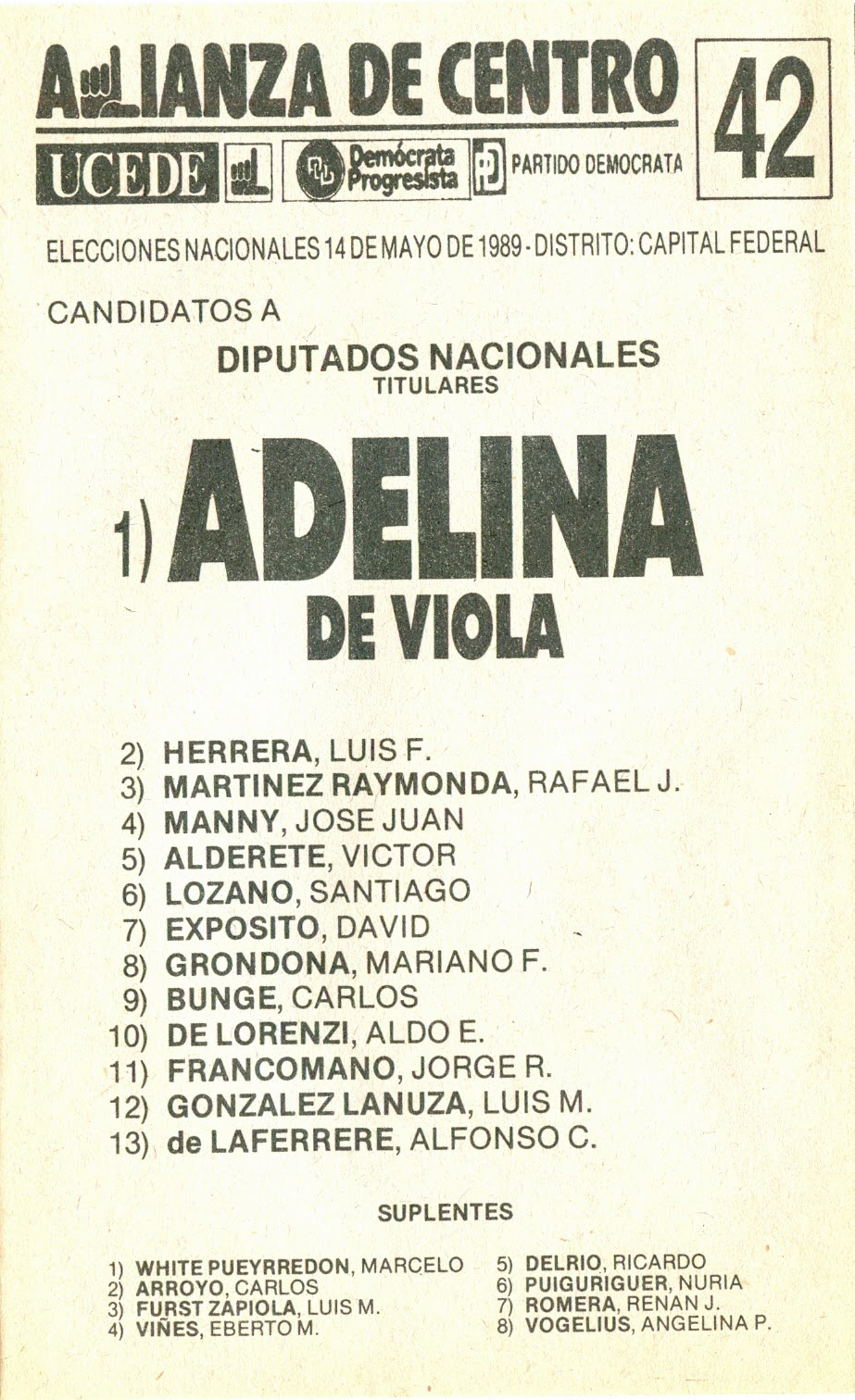
Alianza de Centro
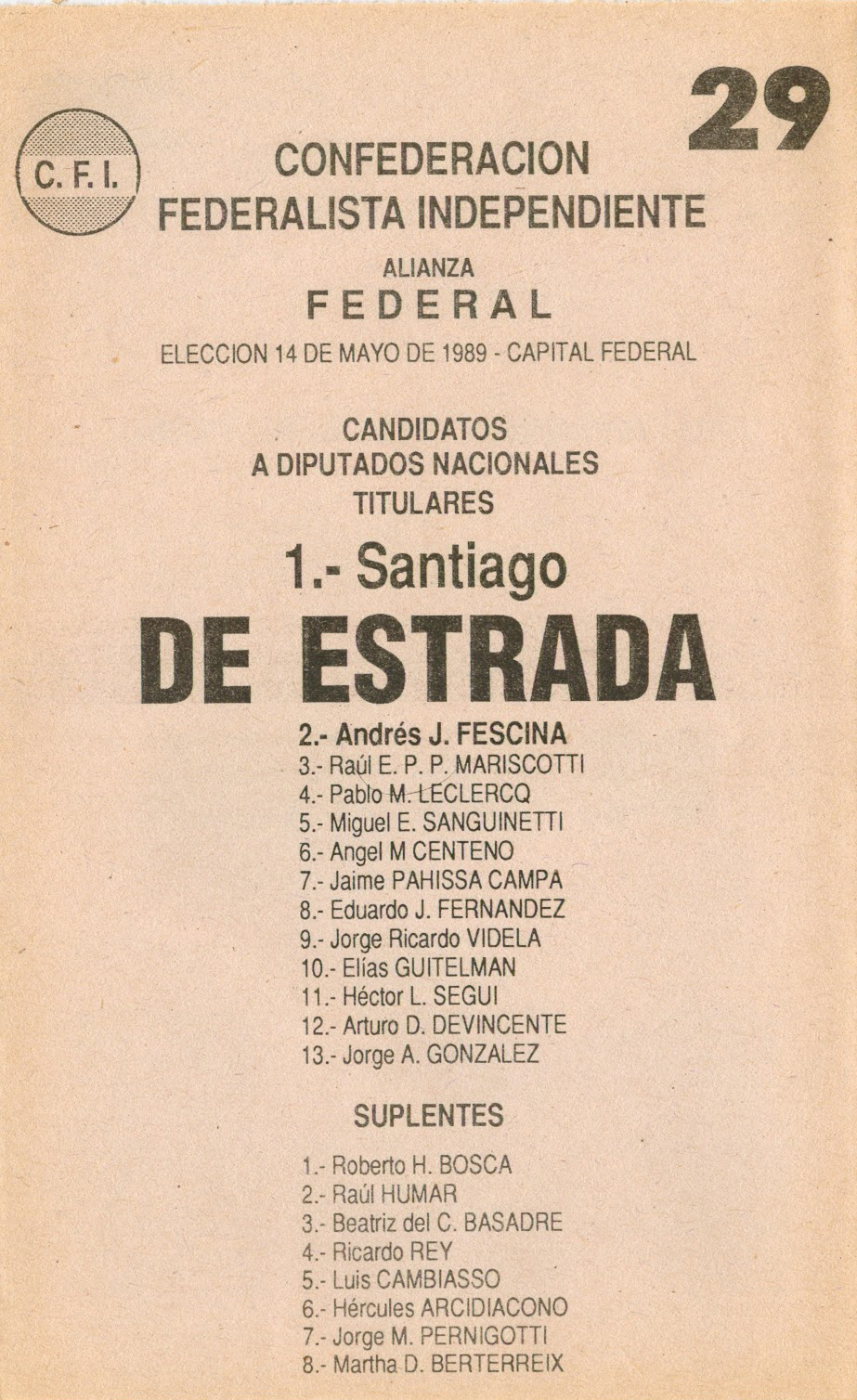
Confederación Federalista Independiente
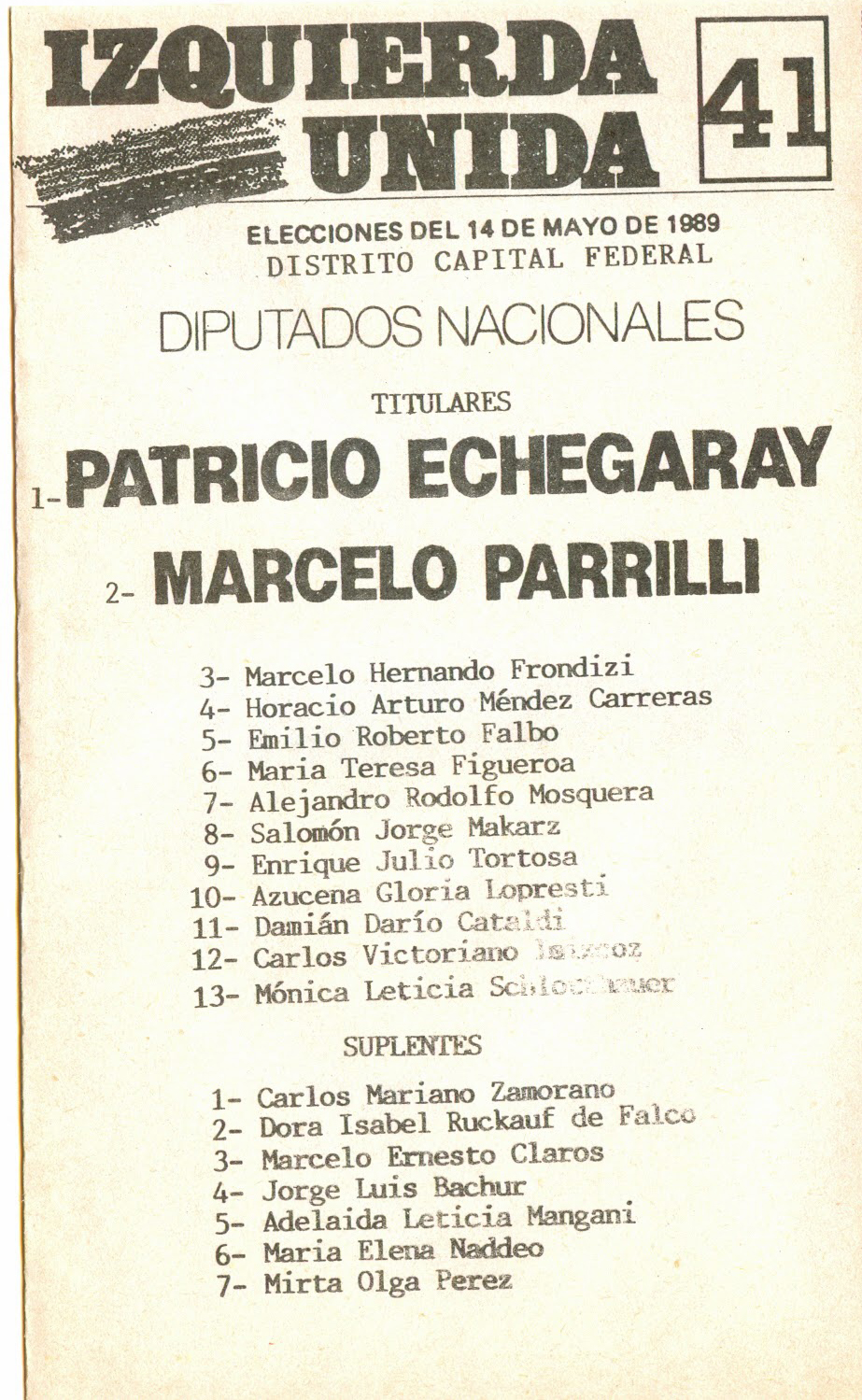
Izquierda Unida
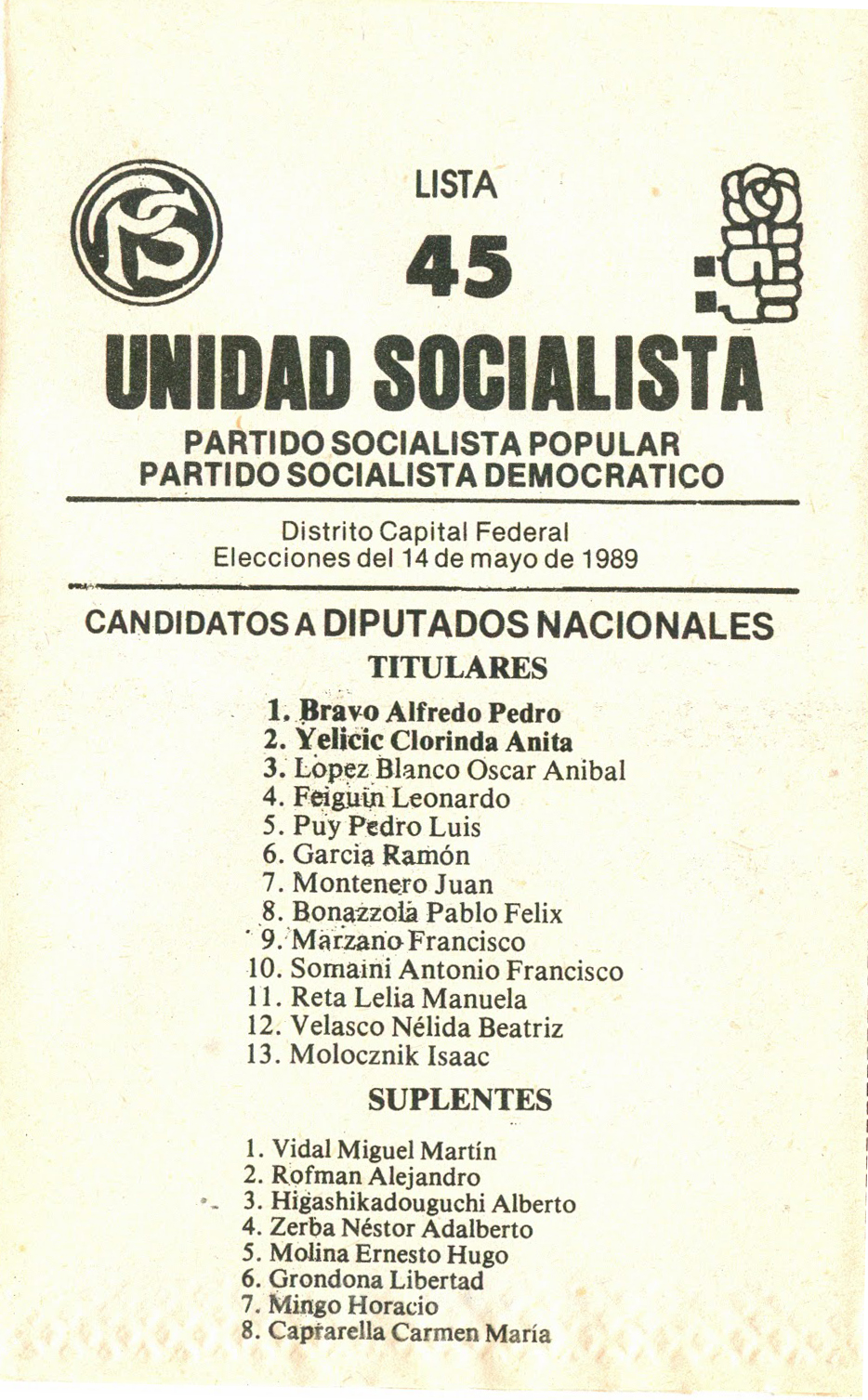
Unidad Socialista
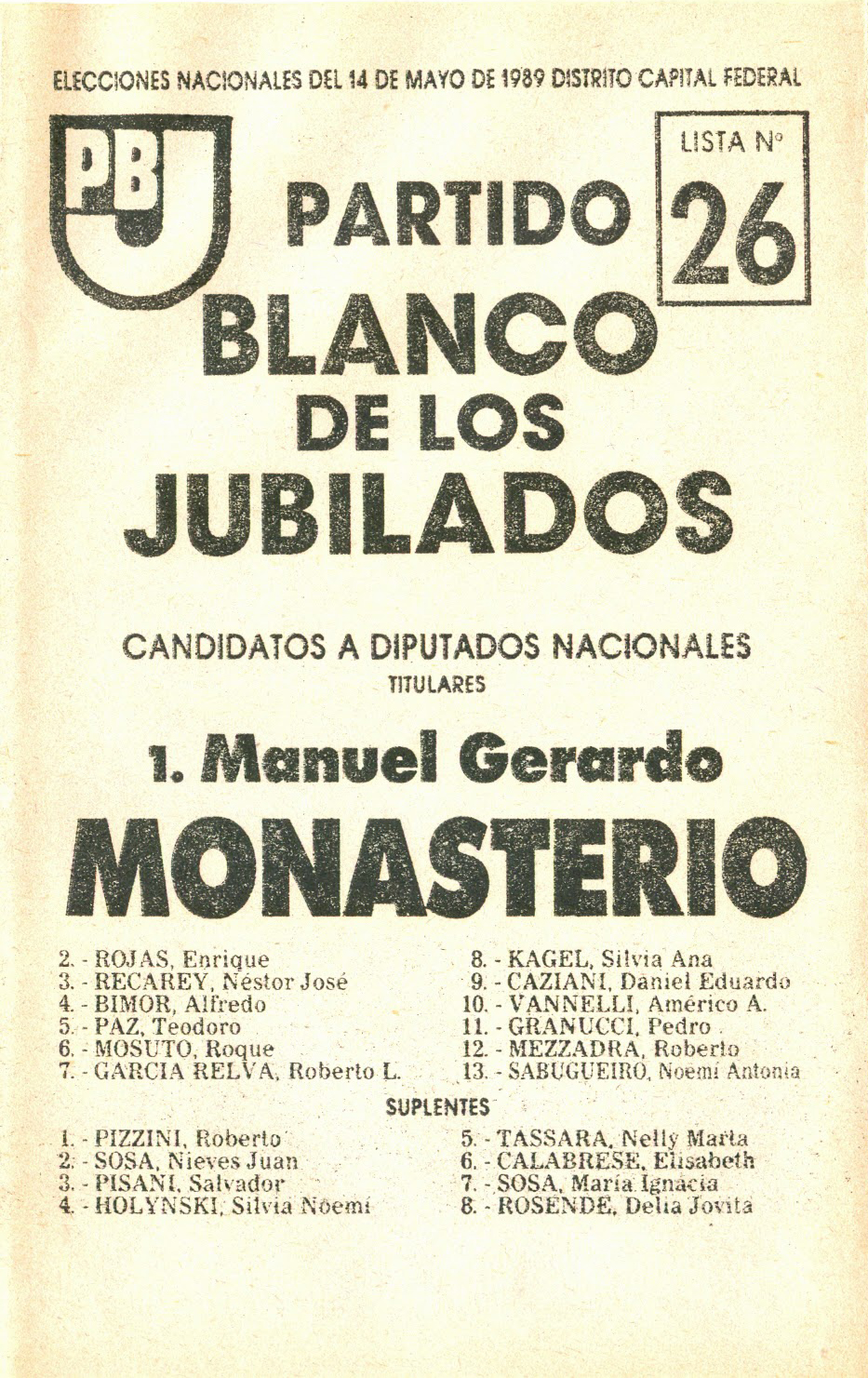
Partido Blanco de los Jubilados
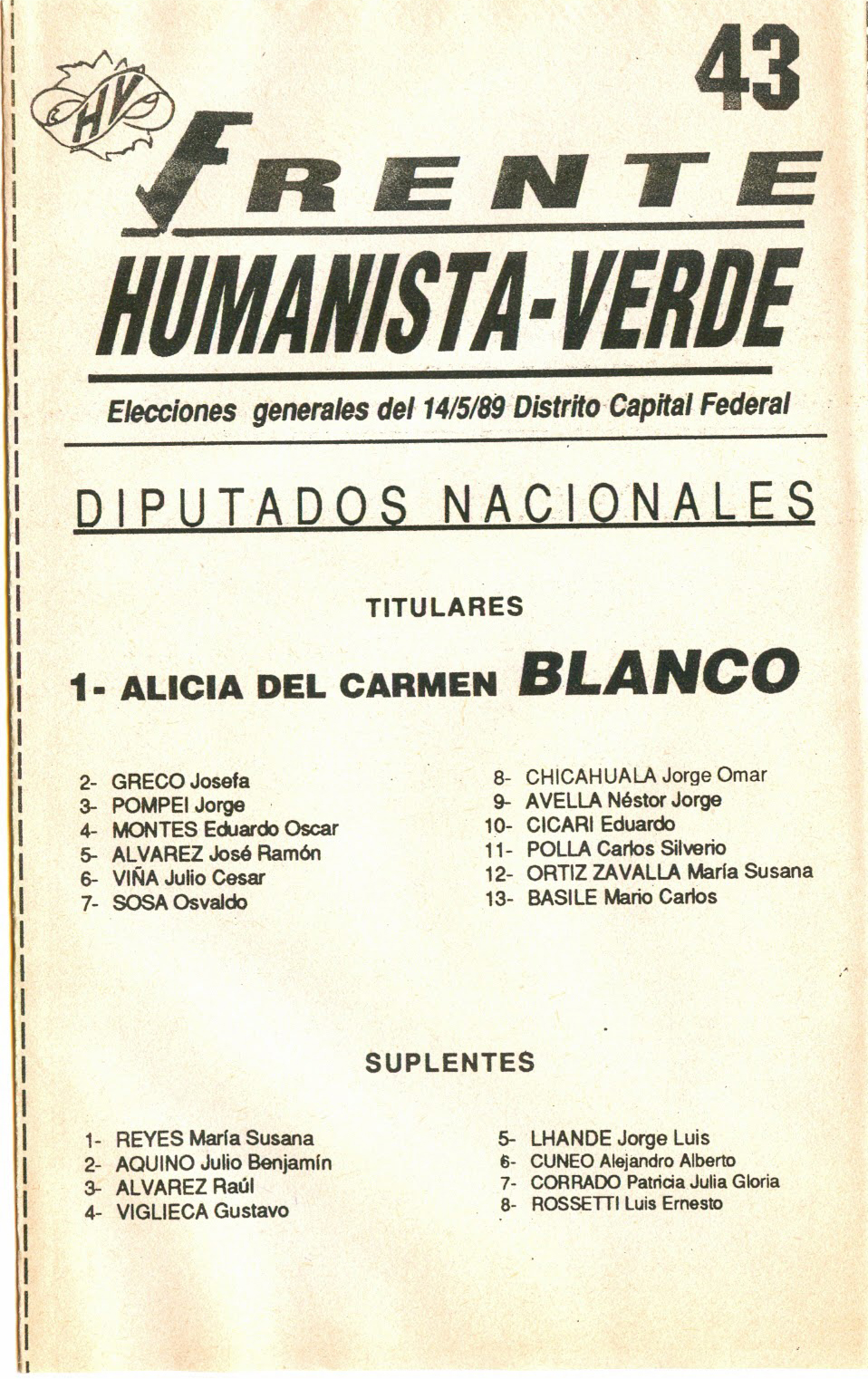
Frente Humanista - Verde
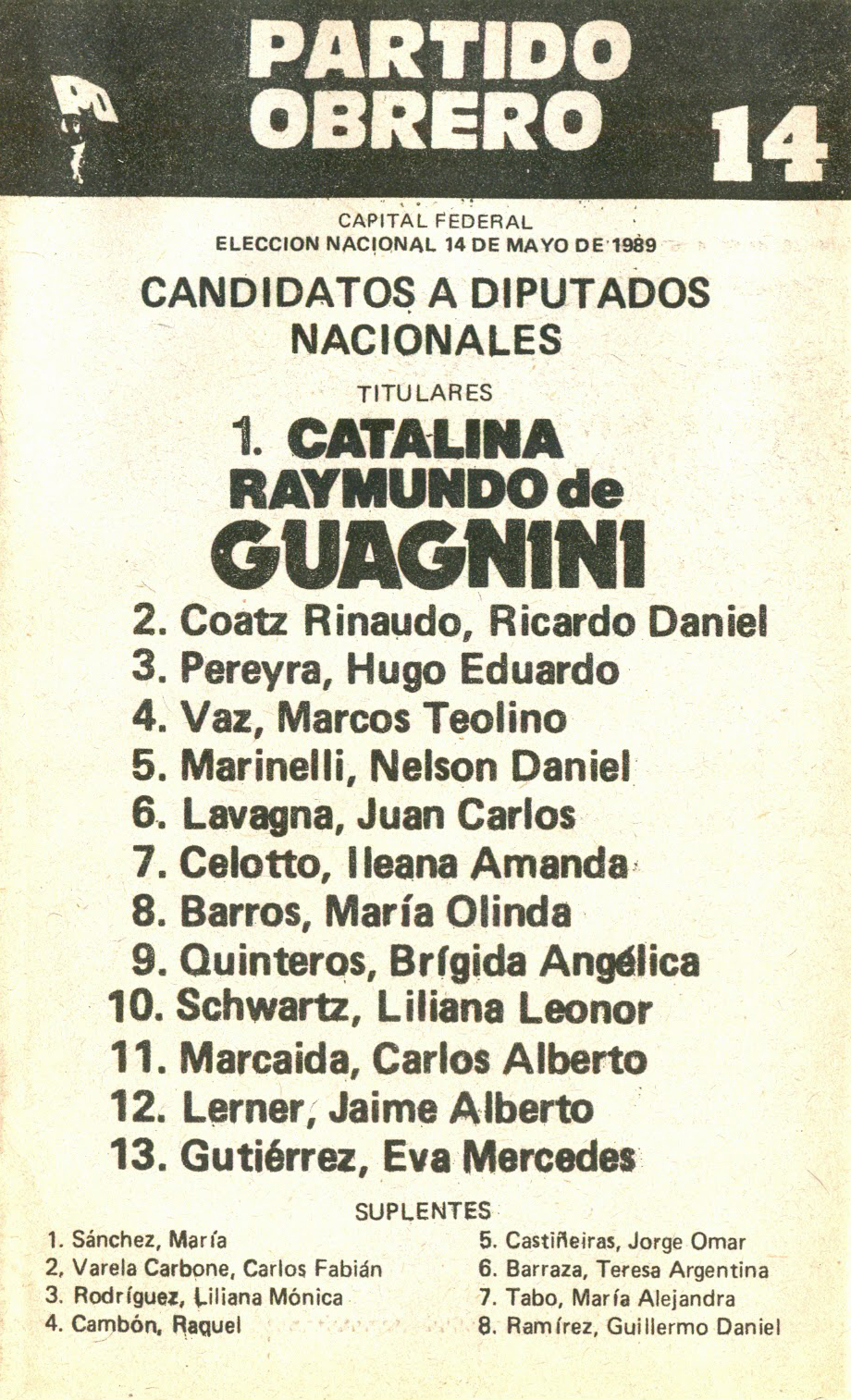
Partido Obrero
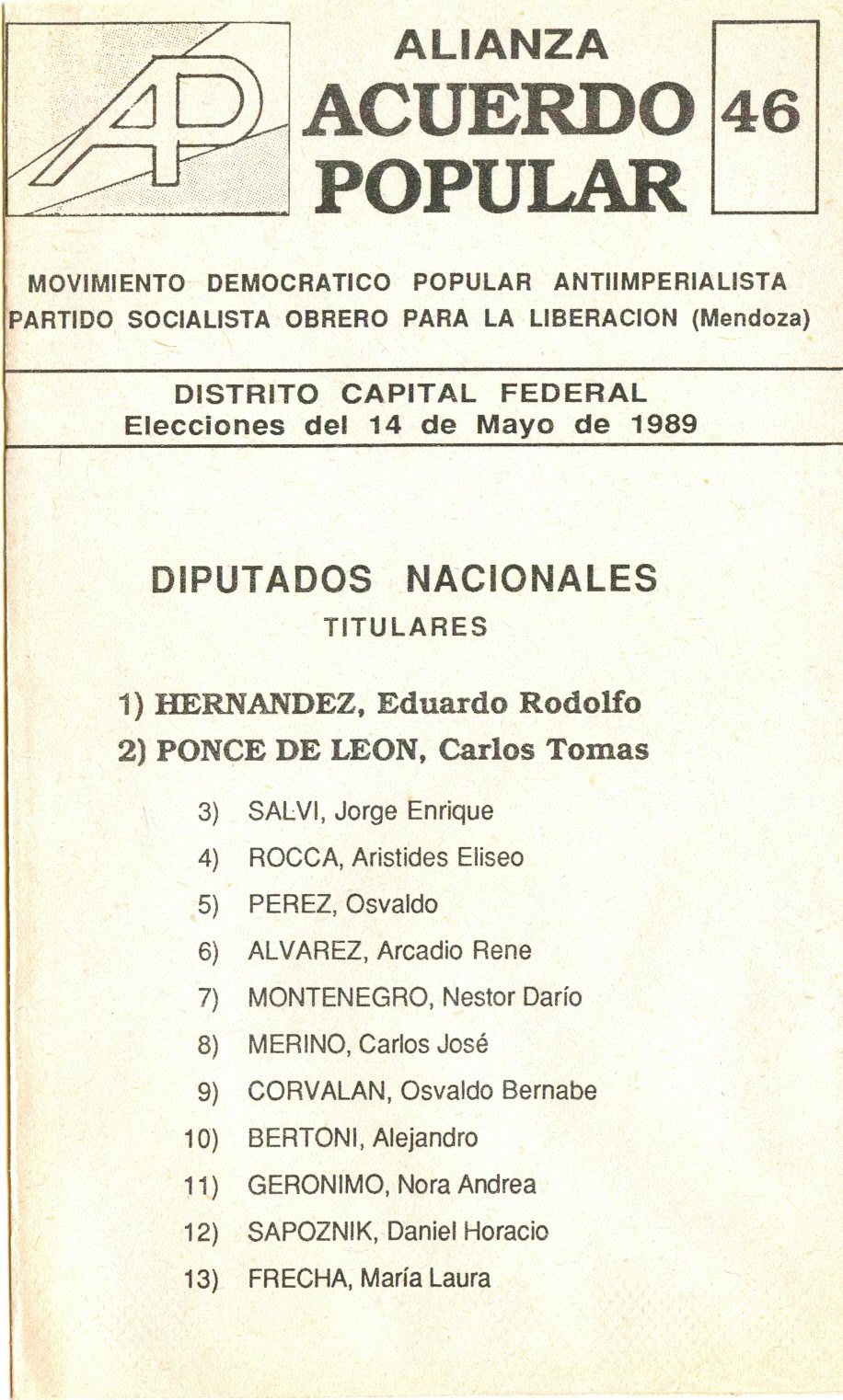
Acuerdo Popular

### Provincia de Buenos Aires

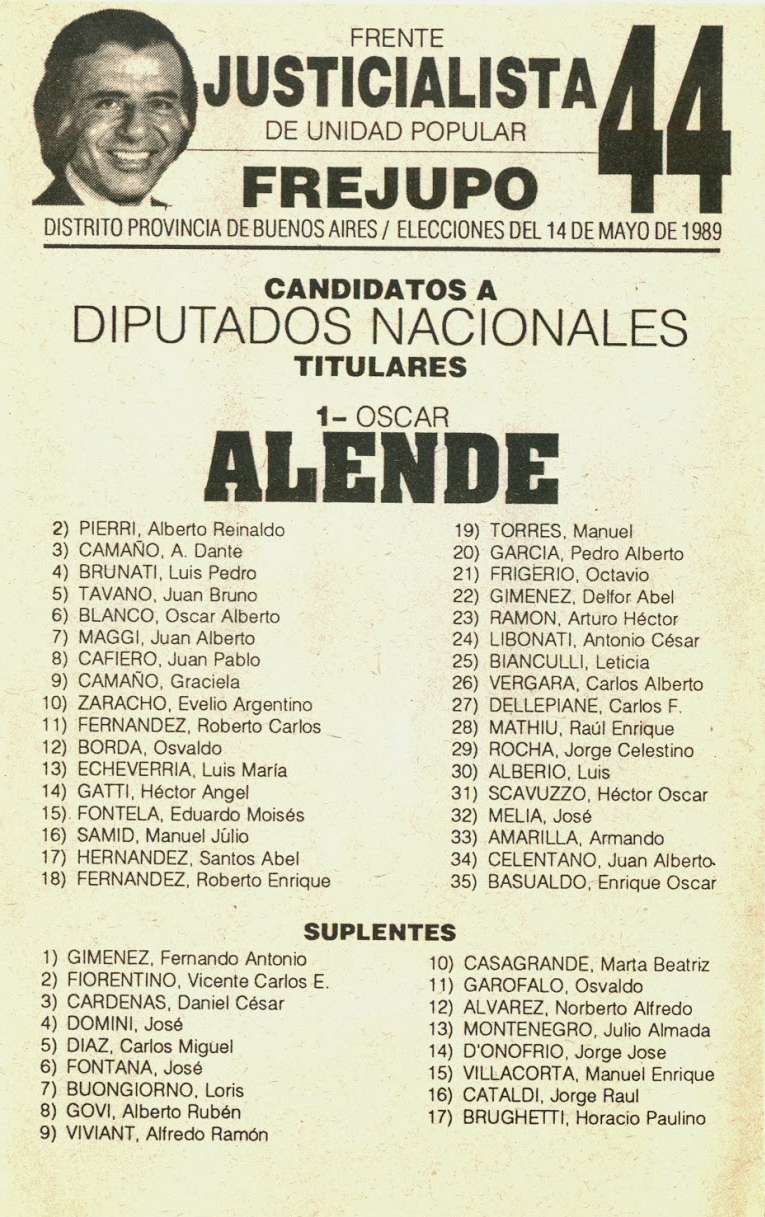
Frente Justicialista de Unidad Popular
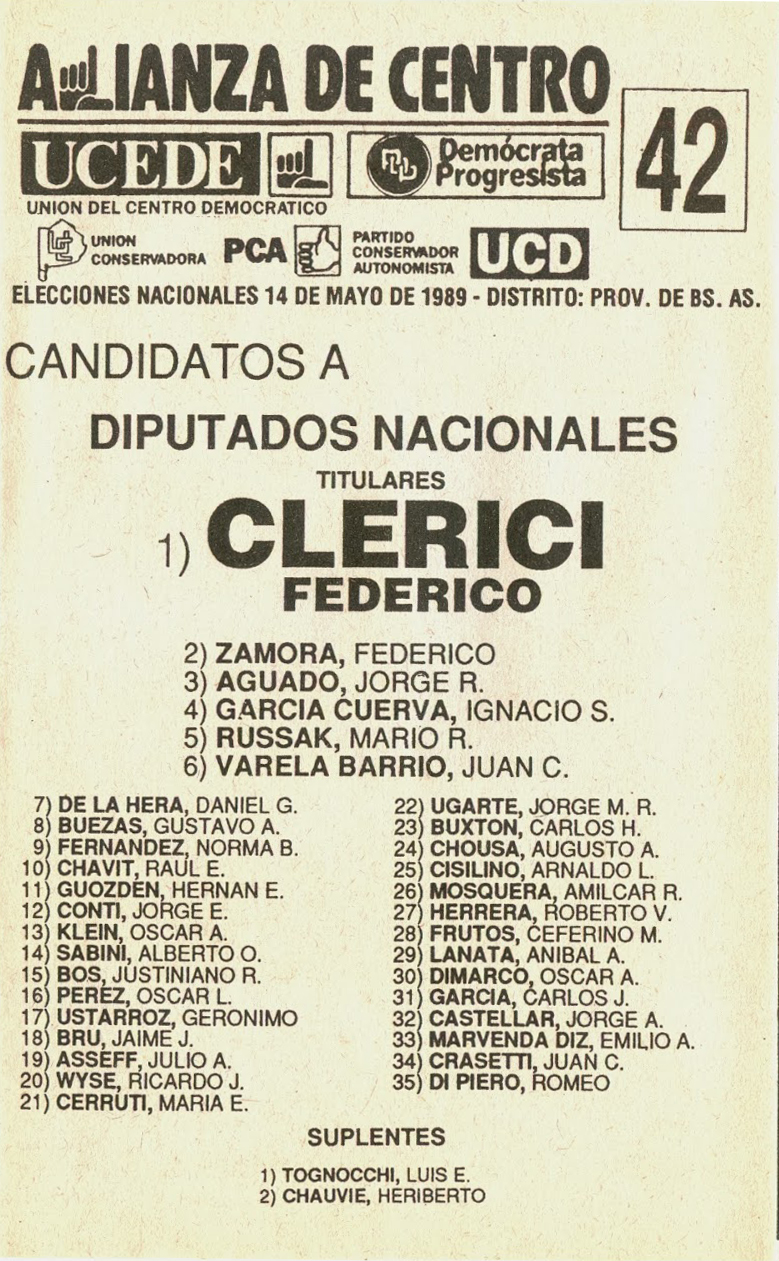
Alianza de Centro
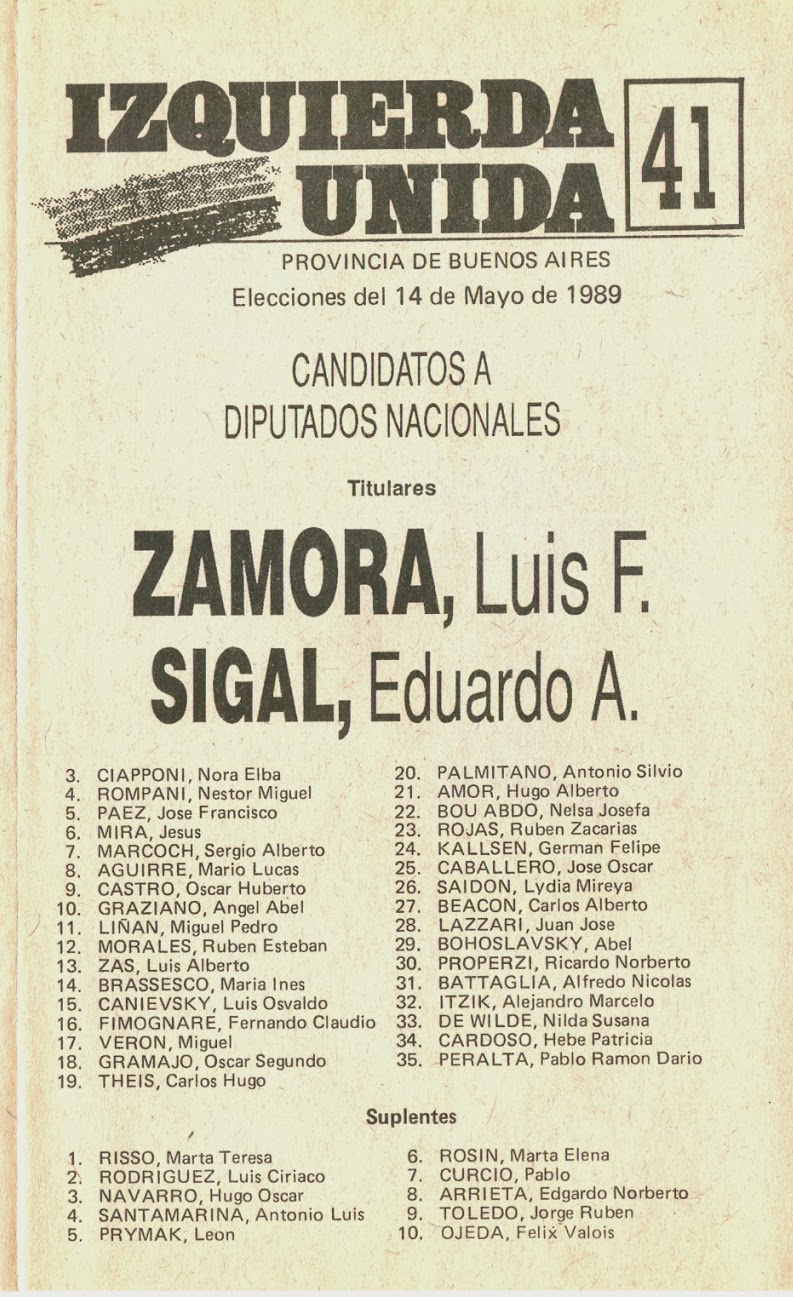
Izquierda Unida
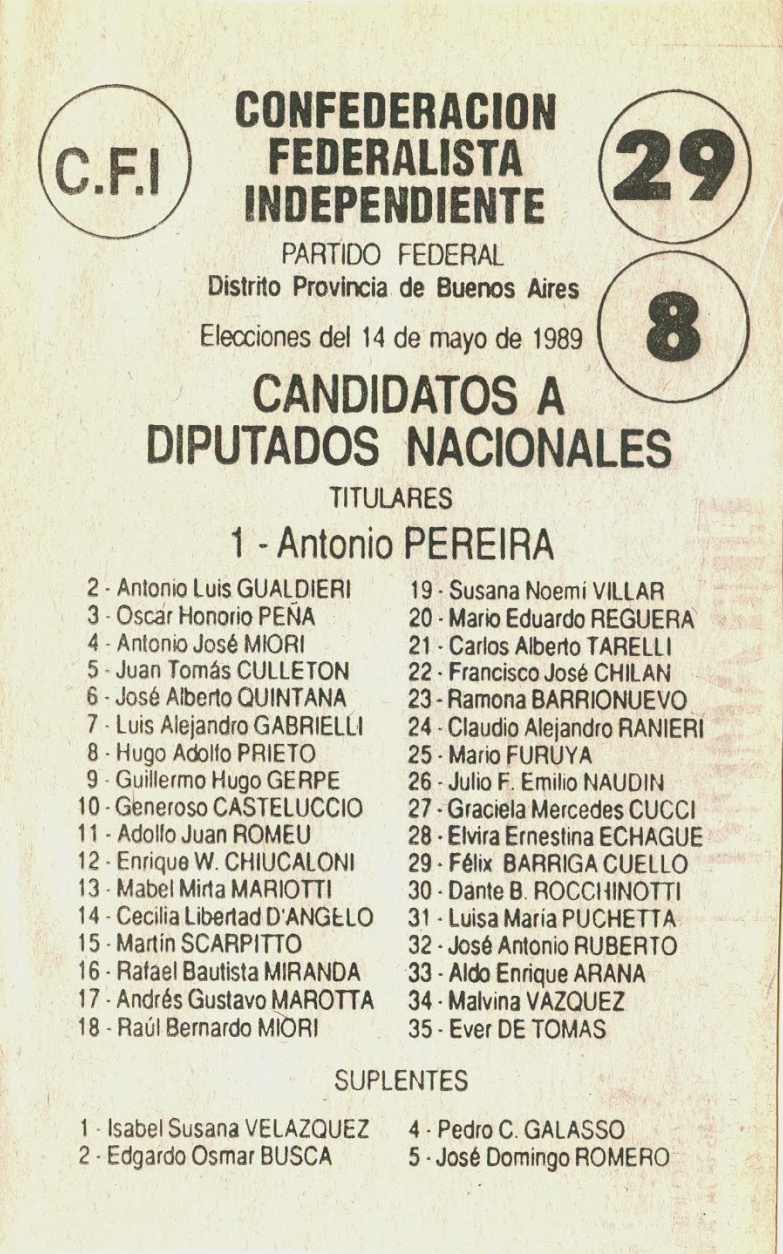
Confederación Federalista Independiente